# Acantholimon grammophyllum
Acantholimon grammophyllum är en triftväxtart som beskrevs av Karl Heinz Rechinger och Mogens Engell Köie. Acantholimon grammophyllum ingår i släktet Acantholimon och familjen triftväxter. Inga underarter finns listade i Catalogue of Life.